# Cyclopogon bangii
Cyclopogon bangii là một loài thực vật có hoa trong họ Lan. Loài này được (Rolfe ex Rusby) Schltr. mô tả khoa học đầu tiên năm 1920.